# Шульгинская (бывший Никольский сельсовет, Шенкурский район)
Шульгинская — деревня в Шенкурском районе Архангельской области. Входит в состав муниципального образования «Никольское».

## География
Деревня расположена в южной части Архангельской области, в таёжной зоне, в пределах северной части Русской равнины, в 9 километрах на запад от города Шенкурска, на левом берегу реки Марека, притока реки Вага. Ближайшие населённые пункты: на востоке деревня Водопоевская. В 1 километре от деревни проходит автомобильная дорога федерального значения М8 «Холмогоры».
Часовой пояс
Шульгинская, как и вся Архангельская область, находится в часовой зоне МСК (московское время). Смещение применяемого времени относительно UTC составляет +3:00.

## Население
| 2002 | 2010 | 2012 |
| ---- | ---- | ---- |
| 0    | ↗1   | ↗5   |

## История
В «Списке населенных мест Архангельской губернии к 1905 году» деревня Шульинская(Угловая) насчитывает 6 дворов, 22 мужчины и 14 женщин. В административном отношении деревня входила в состав Федоровского сельского общества Великониколаевской волости.
На 1 мая 1922 года в поселении 6 дворов, 10 мужчин и 24 женщины.